# Berawang Baro
Berawang Baro is een bestuurslaag in het regentschap Aceh Tengah van de provincie Atjeh, Indonesië. Berawang Baro telt 351 inwoners (volkstelling 2010).